# Neoperla duratubulata
Neoperla duratubulata är en bäcksländeart som beskrevs av Du 1999. Neoperla duratubulata ingår i släktet Neoperla och familjen jättebäcksländor. Inga underarter finns listade i Catalogue of Life.